# Velká Hleďsebe
Velká Hleďsebe (in tedesco Groß Sichdichfür) è un comune della Repubblica Ceca facente parte del distretto di Cheb, nella regione di Karlovy Vary.

## Geografia fisica
I comuni limitrofi sono Sekerské Chalupy, Velké Krásné, Malé Krásné e Jedlova ad ovest, Valy e Lázně Kynžvart a nord, Horgassing, Mariánské Lázně, Usovice e Stanoviste ad est e Drmoul, Horní Ves, Trstěnice, Plánská Huť, Skelné Hutě, Zadní Chodov e Chodovská Huť a sud.
È collegata alla sua frazione Malá Hleďsebe mediante numerose linee di autobus.
Si trova a 561 metri s.l.m., tra il CHKO Slavkovský les ed il fiume Kosový potok.

## Storia
La prima menzione scritta del paese risale al 1587. Probabilmente è molto più antico, ma molte fonti importanti furono perdute nell'incendio del castello Tachau. Il nome ufficiale era Gross Siehdichfür. Dal 1854 da Siehdichfür cambuò in Sichdichfür e rimase tale fino al 1916. Dal 1906 il villaggio, non avendo una chiesa, prese parte alla parrocchia di San Vito, con sede nella chiesa di Neudorf b. Plan. La costruzione della chiesa neo-romanica di Sant'Anna è stata iniziata nel 1901 e fu completata e consacrata dieci anni più tardi. Nel 1906 fu costruito un cimitero con una cappella.

## Edifici
- Chiesa neo-romanica di Sant'Anna, pseudo-edificio costruito fra il 1901 e il 1911
- Scuola elementare[5]
- Biblioteca comunale[6]

### Caserma
Parte del villaggio è una vasta area di ex-caserma di Klimentov (frazione di Velká Hleďsebe), costruita negli anni cinquanta ed abbandonata dai soldati nel 2004. La sua capienza era di 2500 uomini, inclusa la fanteria, i carri, e le forze missilistiche. Parte dell'area al di fuori della caserma e un certo numero di alloggi per il personale militare sono passati in proprietà al Ministero della Difesa ceco.

## Geografia antropica

### Frazioni
- Velká Hleďsebe
- Klimentov
- Malá Hleďsebe

## Società

### Evoluzione demografica
| Anno        | 1651 | 1930 | 2006 | 2011 |
| ----------- | ---- | ---- | ---- | ---- |
| Popolazione | 217  | 1640 | 2212 | 2234 |